# Centrum Beeldende Kunst
Een Centrum Beeldende Kunst, ofwel CBK, is een Nederlandse instelling die zich in haar activiteiten richt op het bevorderen van de kwantiteit en kwaliteit van het aanbod aan beeldende kunst, het professionele productieklimaat en/of de publieksparticipatie beeldende kunst, en hierin een verscheidenheid aan taken vervult.
Sommige Centra voor Beeldende Kunst hebben een stad als werkgebied, andere een provincie. Vaak onderhouden deze instellingen documentatiecentra en tentoonstellingsruimten en hebben zij websites met tentoonstellingsagenda's en gegevens over de kunstenaars binnen het werkgebied.
Dikwijls is een kunstuitleen onderdeel van een CBK, maar dat is geen regel. Men kan dan via het CBK een kunstwerk in bruikleen krijgen tegen een vergoeding van bijvoorbeeld één procent van de waarde ervan, dus bijvoorbeeld een schilderij van € 1000 tegen een bedrag van € 10 per maand. Degene die een kunstwerk leent, verkrijgt daarmee het eerste recht om het te kopen (=een koopoptie).

## Vestigingen
Er waren in 2007 ongeveer twintig CBK's in Nederland. Vestigingsplaatsen van CBK-instellingen zijn (of waren) onder andere: Amsterdam, Assen, Den Haag, Deventer, Dordrecht, Emmen, Enschede, Groningen, Haarlem, Middelburg, Rotterdam en Utrecht. De provincie Gelderland besloot in het kader van bezuinigingen de financiering ervan stop te zetten, waardoor in 2010 veel CBK's in die provincie werden opgeheven, waaronder die in Tiel en Arnhem.

## Afbeeldingen

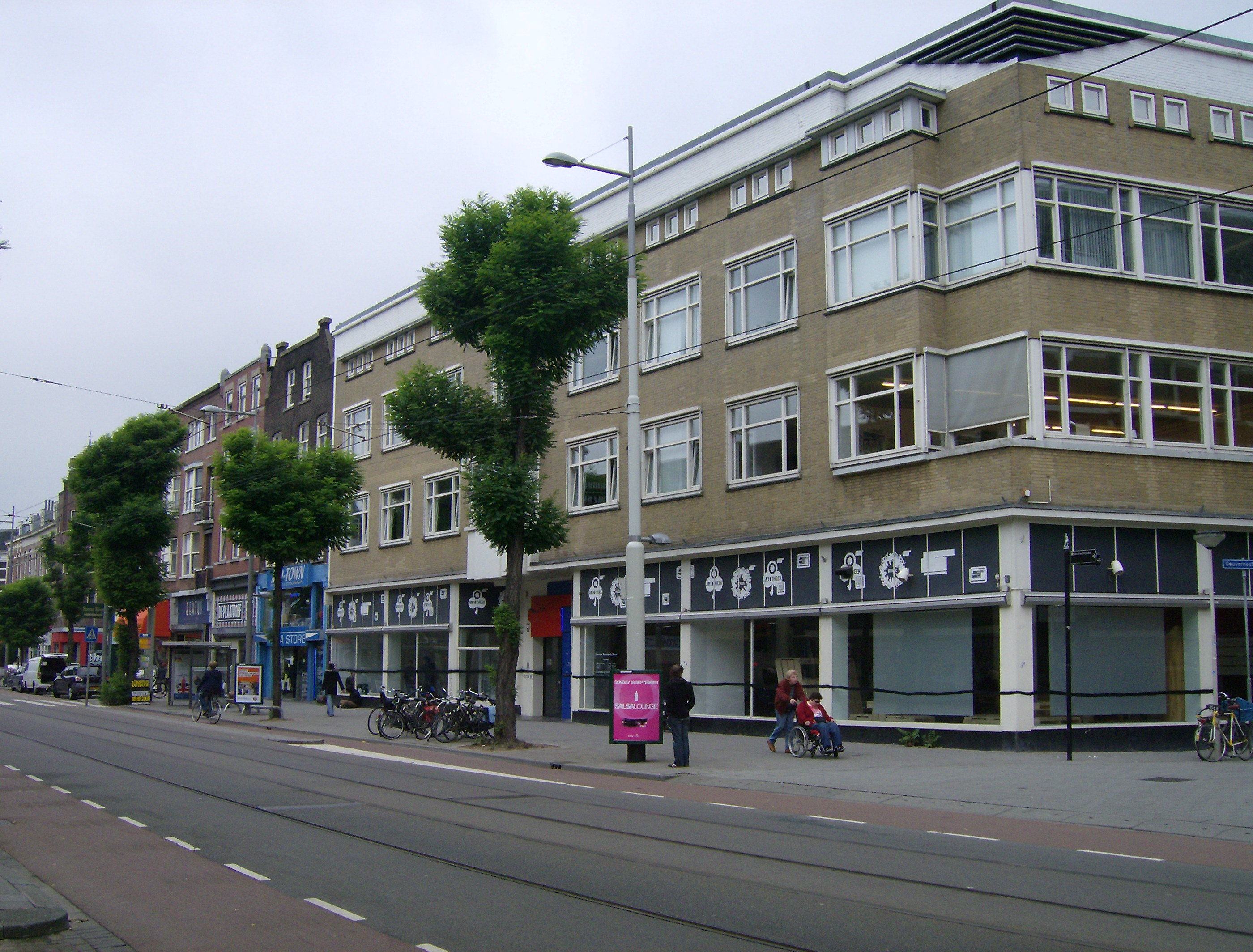
CBK Rotterdam (Nieuwe Binnenweg)
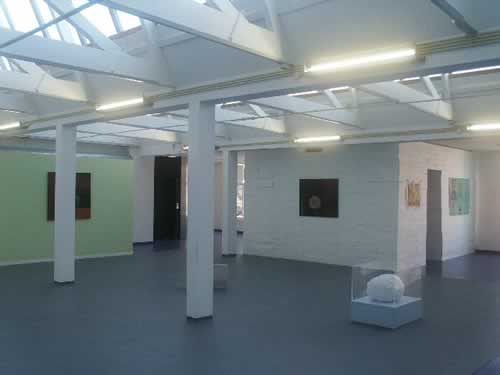
Tentoonstellingsruimte CBK Gelderland (Arnhem 2007)
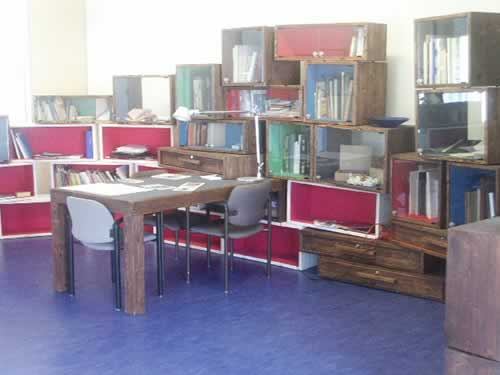
Tentoonstelling kunstenaarsboeken (Arnhem)